# Liste der Baudenkmale in Lohme
In der Liste der Baudenkmale in Lohme sind alle Baudenkmale der Gemeinde Lohme (Landkreis Vorpommern-Rügen) und ihrer Ortsteile aufgelistet. Grundlage ist die Veröffentlichung der Denkmalliste des Landkreises Vorpommern-Rügen, Auszug aus der Kreisdenkmalliste vom August 2015.

## Lohme
| ID  | Lage                        | Bezeichnung           | Beschreibung | Bild                  |
| --- | --------------------------- | --------------------- | ------------ | --------------------- |
| 423 | Zum Schwanenstein 4 (Karte) | Pension „Zum Piraten“ |              | Pension „Zum Piraten“ |

## Bisdamitz
| ID  | Lage                 | Bezeichnung                     | Beschreibung                                                | Bild                            |
| --- | -------------------- | ------------------------------- | ----------------------------------------------------------- | ------------------------------- |
| 192 | Bisdamitz 1          | Wohnhaus                        |                                                             |                                 |
| 192 | Dorfstraße 1 (Karte) | Landarbeiterhaus A (Gutsanlage) |                                                             |                                 |
| 192 | Dorfstraße 1 (Karte) | Stall (Gutsanlage)              |                                                             |                                 |
| 192 | Dorfstraße 1 (Karte) | Landarbeiterhaus B (Gutsanlage) | Sanierter, 1-gesch-Putzbau mit Krüppelwalm, Fachwerkscheune | Landarbeiterhaus B (Gutsanlage) |

## Hagen
| ID  | Lage           | Bezeichnung | Beschreibung | Bild |
| --- | -------------- | ----------- | ------------ | ---- |
| 344 | Dorfstraße 37a | Wohnhaus    |              |      |

## Nardevitz
| ID  | Lage           | Bezeichnung                        | Beschreibung | Bild                               |
| --- | -------------- | ---------------------------------- | ------------ | ---------------------------------- |
| 448 | Kastanienallee | Pflasterstraße innerhalb des Ortes |              | Pflasterstraße innerhalb des Ortes |

## Ranzow
| ID  | Lage               | Bezeichnung | Beschreibung                                                                                                 | Bild       |
| --- | ------------------ | ----------- | --- | ---------- |
| 609 | Dorfstraße (Karte) | Herrenhaus  | Sanierter, 2-gesch. Putzbau von um 1900 durch Umbau eines älteren Gebäudes mit Treppengiebel und hohem Turm. | Herrenhaus |

## Quelle
- Denkmalliste Landkreis Rügen